# Valve Anti-Cheat
Valve Anti-Cheat (VAC) este un software anti-trișat dezvoltat de Valve ca o componentă a platformei Steam, lansat odată cu Counter-Strike în 2002. Este compatibil cu sistemele de operare Windows, macOS, Linux.